# Yoandys Lescay
Yoandys Alberto Lescay Prado (ur. 5 stycznia 1994) – kubański lekkoatleta specjalizujący się w biegach sprinterskich.
Podwójny złoty medalista juniorskich mistrzostw Ameryki Środkowej i Karaibów (2012). W 2013 zdobył srebrny medal w biegu na 400 metrów podczas panamerykańskiego czempionatu juniorów oraz wystartował na mistrzostwach świata w Moskwie. Złoty i srebrny medalista igrzysk Ameryki Środkowej i Karaibów (2014). Wchodząc w skład kubańskiej sztafety 4 × 400 metrów, zdobył srebro igrzysk panamerykańskich i brąz czempionatu strefy NACAC w 2015. W 2016 sięgnął po złoto w biegu na 400 metrów podczas mistrzostw ibero-amerykańskich.
Złoty medalista mistrzostw Kuby.

## Osiągnięcia
| Rok  | Impreza                                     | Miejsce        | Konkurencja             | Lokata               | Wynik   |
| ---- | ------------------------------------------- | -------------- | ----------------------- | -------------------- | ------- |
| 2012 | Mistrzostwa Ameryki Śr. i Karaibów juniorów | San Salvador   | bieg na 200 metrów      | 1. miejsce           | 20,87   |
| 2012 | Mistrzostwa Ameryki Śr. i Karaibów juniorów | San Salvador   | bieg na 400 metrów      | 1. miejsce           | 46,17   |
| 2012 | Mistrzostwa świata juniorów                 | Barcelona      | bieg na 200 metrów      | półfinał             | 21,27   |
| 2013 | Mistrzostwa panamerykańskie juniorów        | Medellín       | bieg na 400 metrów      | 2. miejsce           | 45,90   |
| 2013 | Mistrzostwa Ameryki Środkowej i Karaibów    | Morelia        | sztafeta 4 × 400 metrów | 4. miejsce           | 3:03,17 |
| 2013 | Mistrzostwa świata                          | Moskwa         | bieg na 400 metrów      | eliminacje           | DQ      |
| 2013 | Mistrzostwa świata                          | Moskwa         | sztafeta 4 × 400 metrów | eliminacje           | 3:04,26 |
| 2014 | IAAF World Relays                           | Nassau         | sztafeta 4 × 400 metrów | 5. miejsce           | 3:00,61 |
| 2014 | Igrzyska Ameryki Środkowej i Karaibów       | Xalapa         | bieg na 400 metrów      | 2. miejsce           | 45,56   |
| 2014 | Igrzyska Ameryki Środkowej i Karaibów       | Xalapa         | sztafeta 4 × 400 metrów | 1. miejsce           | 3:00,70 |
| 2015 | IAAF World Relays                           | Nassau         | sztafeta 4 × 400 metrów | 2. miejsce (finał B) | 3:03,73 |
| 2015 | Igrzyska panamerykańskie                    | Toronto        | sztafeta 4 × 400 metrów | 2. miejsce           | 2:59,84 |
| 2015 | Mistrzostwa NACAC                           | San José       | bieg na 400 metrów      | 4. miejsce           | 45,62   |
| 2015 | Mistrzostwa NACAC                           | San José       | sztafeta 4 × 400 metrów | 3. miejsce           | 3:01,22 |
| 2015 | Mistrzostwa świata                          | Pekin          | sztafeta 4 × 400 metrów | 7. miejsce           | 3:03,05 |
| 2016 | Mistrzostwa ibero-amerykańskie              | Rio de Janeiro | bieg na 400 metrów      | 1. miejsce           | 45,36   |
| 2016 | Igrzyska olimpijskie                        | Rio de Janeiro | bieg na 400 metrów      | półfinał             | 45,00   |
| 2016 | Igrzyska olimpijskie                        | Rio de Janeiro | sztafeta 4 × 400 metrów | 6. miejsce           | 2:59,53 |
| 2017 | IAAF World Relays                           | Nassau         | sztafeta 4 × 400 metrów | 5. miejsce           | 3:03,84 |
| 2017 | Mistrzostwa świata                          | Londyn         | bieg na 400 metrów      | eliminacje           | 45,93   |
| 2017 | Mistrzostwa świata                          | Londyn         | sztafeta 4 × 400 metrów | 6. miejsce           | 3:01,10 |
| 2017 | Uniwersjada                                 | Tajpej         | bieg na 400 m           | 2. miejsce           | 45,31   |

## Rekordy życiowe
- Bieg na 200 metrów – 20,83 (2014)
- Bieg na 400 metrów – 45,00 (2016)

15 lutego 2014 w Hawanie Lescay na ostatniej zmianie sztafety 4 × 200 metrów czasem 1:22,06 ustanowił rekord kraju w tej konkurencji.